# Kurt Alder
Kurt Alder (Chorzów, Polònia 1902 - Colònia 1958) fou un químic i professor universitari alemany guardonat amb el Premi Nobel de Química l'any 1950.

## Biografia
Va néixer el 10 de juliol de 1902 a la ciutat de Chorzów, ciutat situada a Polònia però que fou annexada a Alemanya durant la invasió polonesa i adoptà el nom de Königshütte. Fou forçat a abandonar la seva ciutat natal per motius polítics durant la Primera Guerra Mundial, i va estudiar química a la Universitat de Berlín a partir de 1922. Posteriorment finalitzà els seus estudis de química a la Universitat de Kiel, on es doctorà el 1926 sota la supervisió d'Otto Paul Hermann Diels.
El 1936 entrà a treballar a l'empresa IG Farben a la ciutat de Leverkusen, on va treballar en la producció de cautxú sintètic. El 1940 fou designat professor de tecnologia experimental de química i productes químics a la Universitat de Colònia i director de l'Institut de Química.
Alder va morir el 20 de juny de 1958 a la ciutat de Colònia, situada a l'estat alemany de Rin del Nord-Westfàlia.

## Recerca científica
Al costat d'Otto Paul Hermann Diels aconseguí descobrir la síntesi diènica o reacció Diels-Alder. Aquesta consisteix en una reacció en la qual un diè, compost amb dos dobles enllaços, s'afegix a un compost amb un doble enllaç flanquejat per grups de carbonil o carboxil, el que conforma una estructura anellada.
L'any 1950 fou guardonat, juntament amb Otto Paul Hermann Diels, amb el Premi Nobel de Química pel descobriment i desenvolupament de la reacció Diels-Alder.

## Reconeixements
En honor seu s'anomenà el cràter Alder sobre la superfície de la Lluna.